# Caramanico Terme
Caramanico Terme – miejscowość i gmina we Włoszech, w regionie Abruzja, w prowincji Pescara. Według danych na rok 2004 gminę zamieszkiwało 2066 osób, 24,6 os./km².